# Spiroctenus validus
Spiroctenus validus är en spindelart som först beskrevs av William Frederick Purcell 1902.  Spiroctenus validus ingår i släktet Spiroctenus och familjen Nemesiidae. Inga underarter finns listade i Catalogue of Life.